# Проект LADA C
Проект LADA C — совместный проект АвтоВАЗа и канадской компании-изготовителя автомобильных комплектующих «Magna International», предусматривающий создание серии автомобилей С-класса. Существовал в России с 2004 по 2009 год.
«Проект Lada С» предусматривал на существующих мощностях АВТОВАЗа совместное создание десяти серий моделей автомобилей под маркой Lada. Запуск новых моделей в серийное производство был намечен на 2009 год. Предполагалось создание совместного предприятия, которое должен был возглавить один из вице-президентов корпорации «Ростехнологии» Максим Нагайцев.
22 декабря 2006 года между госкорпорацией «Ростехнологии» и канадской компанией Magna International был подписан рамочный договор о сотрудничестве в производстве автокомпонентов для нового проекта C.
В 2009 году сотрудничество с Magna International было замороженно в пользу франко-японского альянса «Renault Nissan», французская компания Renault приобрела 25 % акций АвтоВАЗ. Альянс предоставил свои платформы B0 (не следует путать с платформой «Лада Б»), которые на 2012 год были смонтированы на первой линии главного конвейера АВТОВАЗ. Глава компании «Ростехнологии» Сергей Чемезов заявил, что наработки с Magna International остаются в силе и будут использоваться при создании новых автомобилей.
С 2009 года в связи со сложным экономическим положением ОАО «АвтоВАЗ» «Проект C» приостановлен. Платформа LADA B и ряд наработок легли в основу новой модели LADA Vesta.

## Серия автомобилей LADA C

### Lada C Concept
Lada C Concept — концепт-кар спортивного хетчбэка, одна из совместных разработок ПАО «АвтоВАЗ» и канадской Magna International, предусматривающая серию моделей автомобилей Проекта Lada C.
6 марта 2007 экспериментальная модель была представлена АвтоВАЗом на 77-м Международном Женевском автосалоне. На выставочном стенде были указаны его технические характеристики: длина — 4208 мм, ширина — 1835 мм, высота — 1548 мм, объём двигателя — 2,0 л, максимальная скорость — 210 км/ч.
Дизайн автомобиля выполнен молодыми дизайнерами Департамента технического развития АвтоВАЗа, также ими была разработана новая эмблема «Ладья». Ориентировочная цена автомобиля должна была составлять 450 тыс. рублей.

#### Галерея
- Lada C Concept, музей истории ВАЗа, 2018 г.
- Lada C Concept, музей истории ВАЗа, 2018 г.

### Lada C-Cross
Lada C-Cross — концепт-кар российского кроссовера, одна из совместных разработок ОАО АвтоВАЗ и канадской Magna International, предусматривающая серию моделей автомобилей Проекта Lada С. Премьера состоялась в 2008 году на Московском международном автосалоне. C-Cross сочетает в себе преимущества городского автомобиля и внедорожника. Компактный и вместительный, комфортабельный и динамичный, он подходит для городских дорог. Вместе с тем Lada C-Cross обладает неплохим потенциалом езды по бездорожью — короткие свесы, большой клиренс и 18-дюймовые колеса обеспечивают прекрасную геометрическую проходимость.
Из преимуществ Lada C-Cross можно отметить его компактность, вместительность, объём багажного отсека — 350 л, а также отличные динамические характеристики.

### Lada Silhouette
Lada Silhouette — концепт-кар переднеприводного седана на платформе Project C, впервые продемонстрированного на Московском автомобильном шоу в 2004 году. Специально для проекта разрабатывалась совершенно новая переднеприводная платформа и двухлитровый двигатель. В перспективе планировались к производству варианты с дизельным двигателем и АКП. Утверждалось, что этот семейный автомобиль увеличенного размера будет отличать интересный дизайн экстерьера и салона, высокий комфорт, качественные материалы, аккуратная сборка, усиленная безопасность.
Планировалось запустить ВАЗ-2116 в серию в 2015 году.
Были проведены краш-тесты прототипа с кузовом «Магна», показавшие 13 баллов из 16 возможных по системе EuroNCAP.
Помимо седана ВАЗ-2116, были созданы прототипы с кузовом универсал ВАЗ-2117 и хетчбэк ВАЗ-2118.

#### История
История перспективного флагманского автомобиля завода началась ещё в эпоху Владимира Каданникова. Первоначально планировали совместно с корпорацией General Motors создать автомобиль класса D (ВАЗ-3116/3117 по внутризаводским обозначениям), но было решено создать автомобиль потенциально более популярного класса С+, по размерам меньшего, чем класс D, но большего чем традиционные модели АвтоВАЗа и имеющего более мощный двигатель. Эскизы проекта появились в 2004 году. Первым натурным результатом работы стал макет ВАЗ-2116 Силуэт, впервые выставленный на Московском автосалоне того же 2004 года.
В 2005 был собран выставочный экземпляр. Выпуск экспериментальных образцов начался с 2006 года. Первая серия ВАЗ-2116 — 23 кузова и 19 прототипов. Вторая серия — 12 кузовов, из них — 9 прототипов.
Собранный прототип показали на Московском автосалоне 2006 года, но этот автомобиль являлся лишь отработкой основных технологических решений новой платформы. Прототип не обладал ни проработанным интерьером (многие элементы были взяты с зарубежных аналогов), ни хоть сколько бы значимым экстерьером. В прототипе «нулевой» серии лишь отрабатывались основные решения новой платформы.
Позднее на выставке Интеравто-2007 был представлен новый прототип серии 100А. Он уже обладал оригинальным интерьером и более проработанным экстерьером. За год над автомобилем была проделана большая работа. Например, коэффициент аэродинамического сопротивления Сх в проекте составлял 0,32. На реальных машинах он оказался равным 0,36, но впоследствии был уменьшен до 0,33. Впервые на машинах волжского завода появились такие элементы, как предкамеры радиатора и двухпоточный глушитель.
Проводился тест данной модели коллективом журнала «Авторевю».

#### Проект модернизации
АвтоВАЗ рассматривает возможность использования технологий Renault для производства модели ВАЗ-2116 и его семейства.
В управлении НТЦ АвтоВАЗа прошла презентация экспериментального образца хетчбэка ВАЗ-2118, в котором по сравнению с седаном ВАЗ-2116 сделано свыше 60 изменений. Из значительных изменений: новый двигатель 2118 объёмом 1,8 литра и мощностью 112 л. с., новая КПП (индекс 2180) с 5 или 6 передачами и тросиковым механизмом переключения передач.
В 2014 году Lada полностью отказались от перспектив большого седана.

### Lada Kalina 4x4
Lada Kalina 4x4 — концепт-кар полноприводной малолитражки.